# Kawasaki ER-6
La Kawasaki ER-6 (Essential Riding, cioè il necessario per farsi una "cavalcata") è stata una motocicletta prodotta dalla casa giapponese Kawasaki dal 2005 al 2016.
Ha un motore bicilindrico da 649 cm³ riprogettato a partire da quello della ER-5, che l'ha preceduta per molti anni e viene venduta nella versione "n" (nuda) e "f" (carenata), mentre in America ed in altri mercati  europei il modello carenato viene chiamato Kawasaki Ninja 650R. 
Da questo progetto a sua volta, deriva quello della Versys.
Dal 2017 la denominazione esce dal catalogo, sostituita dal modello Kawasaki Z 650 per la versione naked e dal modello Kawasaki Ninja 650 per la versione carenata.

## Aspetto

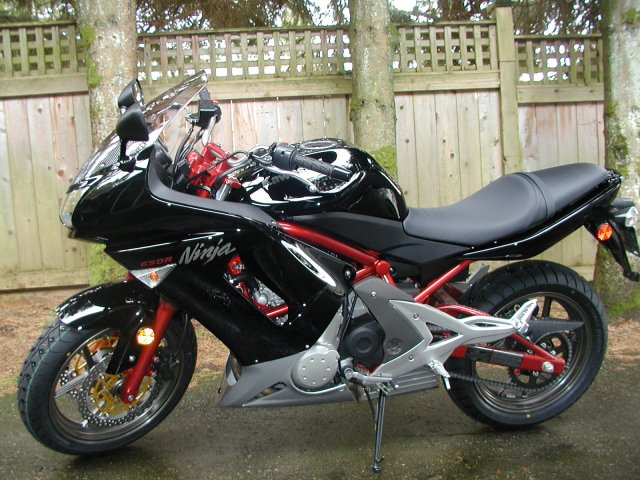
Kawasaki Ninja 6R modello 2006 per il mercato Americano

Commercializzata a partire dal 2005 la ER-6, che non ha nulla a cui spartire con la quasi "omonima" ER-5 a parte la facilità di guida, è disponibile in versione n (naked) o f (faired, carenata) nei colori giallo, argento e nero ebano la prima, solo nero e argento la seconda.
Ha telaio con struttura "a diamante" in tubi di cromo-molibdeno saldati, ottimo compromesso tra robustezza ed economicità.
Dotata di soluzioni moderne come l'apparato frenante anteriore, con doppi dischi "a margherita", e il cambio estraibile, derivati dall'esperienza di un'altra sportiva Kawasaki la ZX-10R.
La marmitta catalitica è sottopancia, soluzione che abbassa il baricentro facendo acquisire ulteriore maneggevolezza. Inoltre, questa soluzione avvantaggia il passeggero che ha meno ingombri e non deve subire il riscaldamento provocato dai gas di scarico.
Nel 2009, a seguito del successo di vendite dovuto principalmente alla vincente combinazione di maneggevolezza e prezzo aggressivo, è avvenuto il primo restyling che ha visto modificati i due componenti più spartani, gli unici che nelle versioni 2005-2008 avevano palesato l'economia generale di progetto: la strumentazione di bordo e il codino.
È stato inoltre lievemente modificato l'aspetto del gruppo ottico anteriore e sostituiti gli specchietti retrovisori, ora più aggressivi. 
Nel 2012 invece è stato commercializzato un nuovo modello con telaio perimetrale a doppia trave in tubi di acciaio e con significativi cambiamenti estetici. Inoltre la nuova ER-6n comprende anche un utile computer di bordo che permette di gestire i consumi.

## Motore
Il motore è un bicilindrico 4 tempi ad iniezione elettronica e 4 valvole per cilindro da 649 cm³ con cambio a 6 marce, Sviluppa una potenza di 72 CV o 53 kW di potenza all'albero. La velocità massima è di circa 205 km/h, accelera da 0 a 100 km/h in 4,1" e percorre i 400 m riprendendo da 50 km/h in 6ª marcia in 13,8".

## Su strada

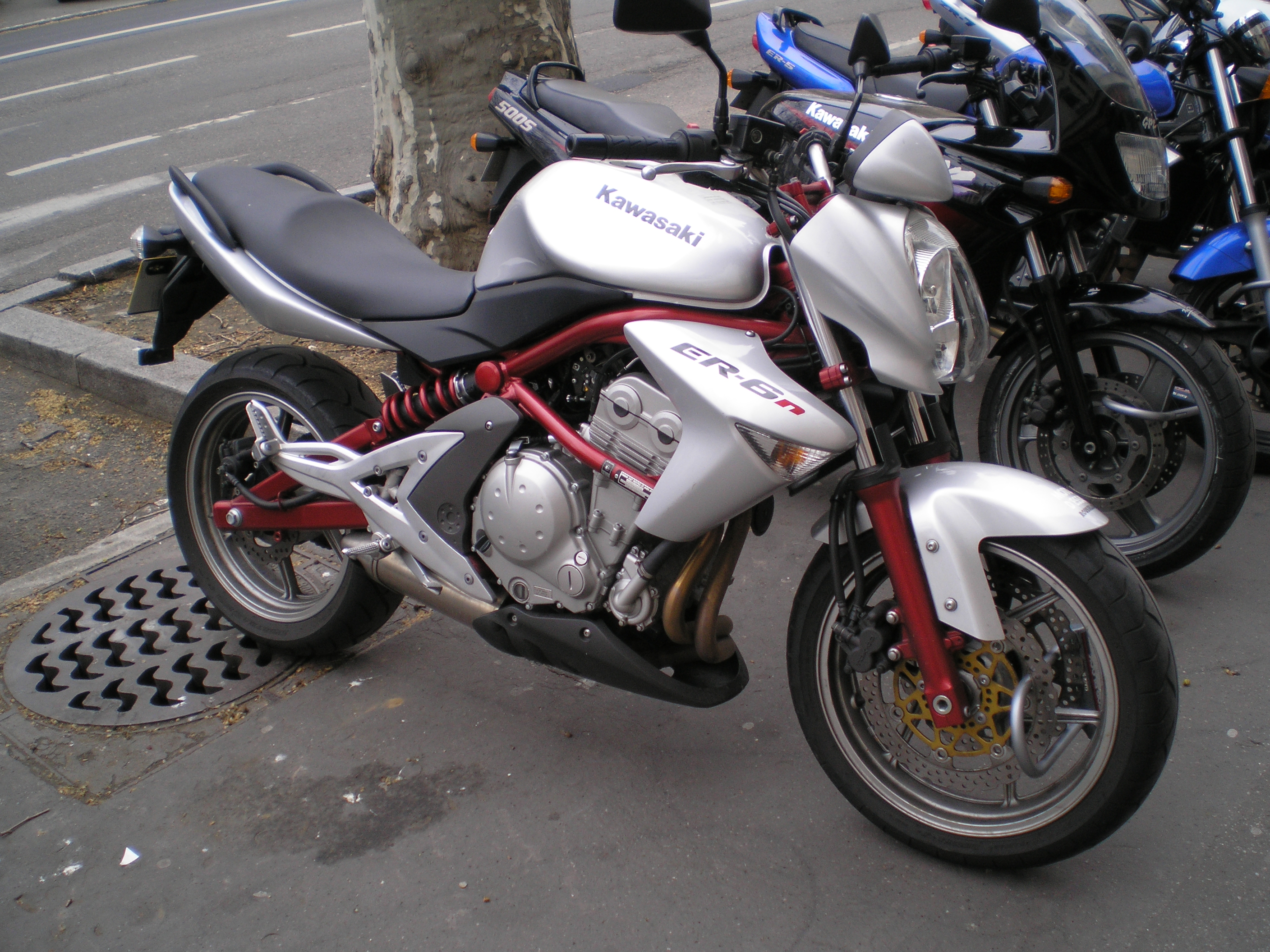
Kawasaki ER-6n versione 2007

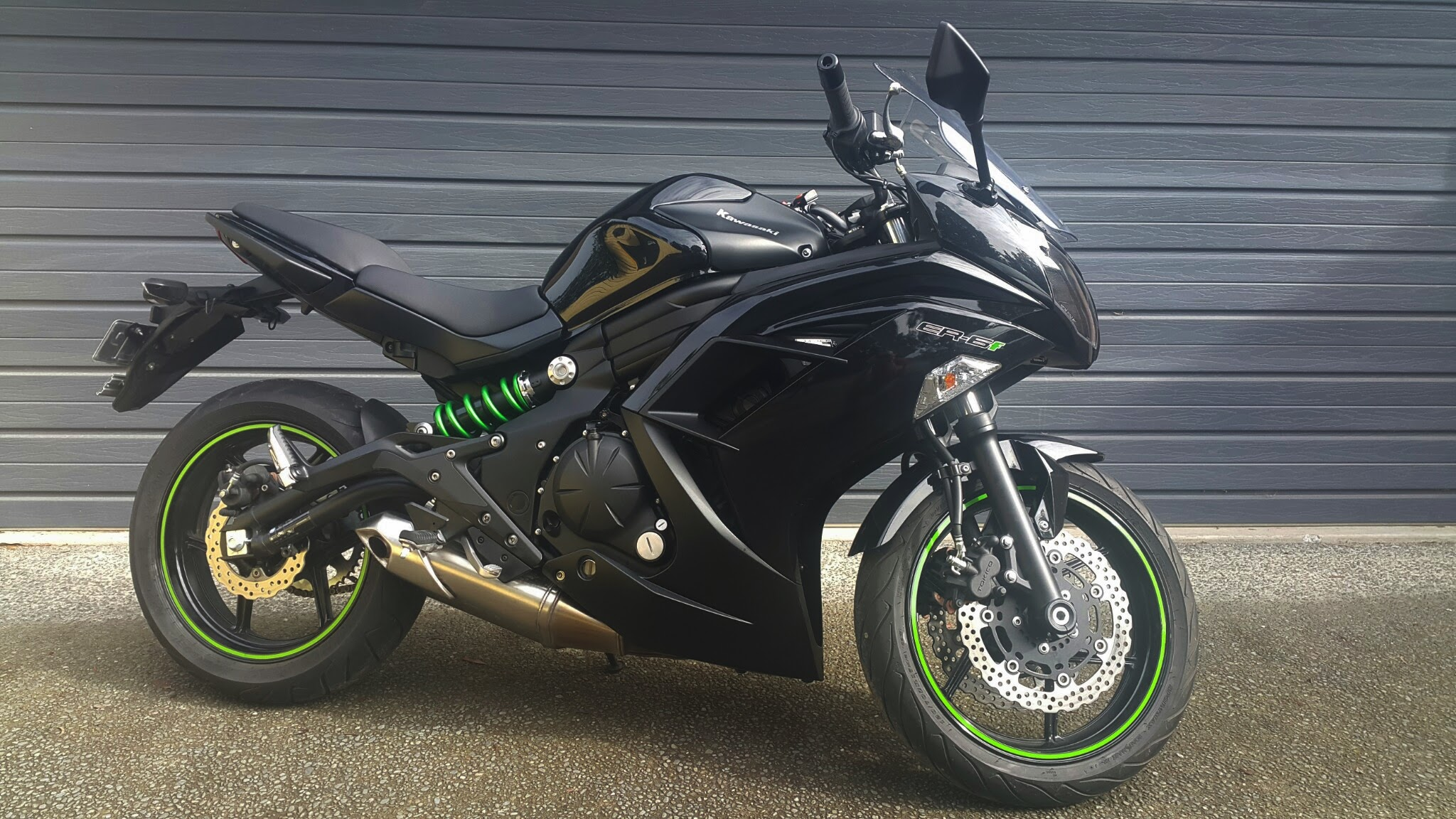
Kawasaki ER-6f modello 2012

Dalle prove su strada effettuate dalle riviste di settore risulta che l'ER-6 è una moto docile ma pronta, con una ciclistica moderna e agile. È adatta ai principianti, ai motociclisti "di ritorno" e a quelli che desiderano un mezzo non eccessivamente impegnativo ma comunque divertente. I progettisti Kawasaki sono riusciti a imperniare il monoammortizzatore posteriore nella parte alta del telaio. Questo permette di basare il retrotreno su un forcellone a "cantilever", quindi molto lungo (la lunghezza del forcellone incide per circa il 40% della lunghezza della moto) ma ancorato molto in avanti. In questo modo la moto resta corta e, pertanto, molto stabile, benché rapida a scendere in piega.
La posizione di guida è quella classica delle moto stradali: le braccia non troppo raccolte e leggermente allungate. Le leve e i comandi sul manubrio sono disposti in maniera razionale e pertanto comodi da raggiungere senza distogliere lo sguardo dalla guida.
Inoltre la moto è molto bassa e ciò la rende sicura anche per conducenti non molto alti.
La sella è stretta e si raccorda bene al serbatoio, anch'esso stretto nella parte bassa, che permette di stringere bene le gambe e la giusta angolazione anche ai conducenti più alti.
Ma i tecnici hanno pensato anche al passeggero: la sella risulta, infatti, comoda anche per esso, ha a disposizione dei comodi maniglioni e le pedane sono alla giusta altezza per non farlo sentire "sul trespolo".

## Caratteristiche tecniche
| Caratteristiche tecniche - Kawasaki ER-6n del 2007 | Caratteristiche tecniche - Kawasaki ER-6n del 2007                                                 | Caratteristiche tecniche - Kawasaki ER-6n del 2007                                                 | Caratteristiche tecniche - Kawasaki ER-6n del 2007                                                 | Caratteristiche tecniche - Kawasaki ER-6n del 2007                                                 | Caratteristiche tecniche - Kawasaki ER-6n del 2007                                                 |
| -------------------------------------------------- | -------------------------------------------------------------------------------------------------- | -------------------------------------------------------------------------------------------------- | -------------------------------------------------------------------------------------------------- | -------------------------------------------------------------------------------------------------- | -------------------------------------------------------------------------------------------------- |
|                                                    | | | | | |
| Dimensioni e pesi                                  | | | | | |
| Ingombri (lungh.×largh.×alt.)                      | 2100 × 760 × 1095 mm                                                                               | 2100 × 760 × 1095 mm                                                                               | 2100 × 760 × 1095 mm                                                                               | 2100 × 760 × 1095 mm                                                                               | 2100 × 760 × 1095 mm                                                                               |
| Altezze                                            | Sella: 785 mm                                                                                      | Sella: 785 mm                                                                                      | Sella: 785 mm                                                                                      | Sella: 785 mm                                                                                      | Sella: 785 mm                                                                                      |
| Interasse: 1405 mm                                 | Interasse: 1405 mm                                                                                 | Massa a vuoto: 174 (178 nella versione "f") kg                                                     | Massa a vuoto: 174 (178 nella versione "f") kg                                                     | Serbatoio: 15,5                                                                                    | Serbatoio: 15,5                                                                                    |
| Meccanica                                          | | | | | |
| Tipo motore: bicilindrico parallelo a 4 tempi      | Tipo motore: bicilindrico parallelo a 4 tempi                                                      | Tipo motore: bicilindrico parallelo a 4 tempi                                                      | Tipo motore: bicilindrico parallelo a 4 tempi                                                      | Raffreddamento: a liquido                                                                          | Raffreddamento: a liquido                                                                          |
| Cilindrata                                         | 649 cm³ (Alesaggio 83,0 × Corsa 60,0 mm)                                                           | 649 cm³ (Alesaggio 83,0 × Corsa 60,0 mm)                                                           | 649 cm³ (Alesaggio 83,0 × Corsa 60,0 mm)                                                           | 649 cm³ (Alesaggio 83,0 × Corsa 60,0 mm)                                                           | 649 cm³ (Alesaggio 83,0 × Corsa 60,0 mm)                                                           |
| Distribuzione: DOHC 4 valvole per cilindro         | Distribuzione: DOHC 4 valvole per cilindro                                                         | Distribuzione: DOHC 4 valvole per cilindro                                                         | Alimentazione: iniezione elettronica                                                               | Alimentazione: iniezione elettronica                                                               | Alimentazione: iniezione elettronica                                                               |
| Potenza: 53 kW ( 72,1 CV ) a 8 500 rpm             | Potenza: 53 kW ( 72,1 CV ) a 8 500 rpm                                                             | Coppia: 66 Nm a 7 000 rpm                                                                          | Coppia: 66 Nm a 7 000 rpm                                                                          | Rapporto di compressione: 11.3:1                                                                   | Rapporto di compressione: 11.3:1                                                                   |
| Frizione: multidisco in bagno d'olio               | Frizione: multidisco in bagno d'olio                                                               | Frizione: multidisco in bagno d'olio                                                               | Cambio: a 6 marce                                                                                  | Cambio: a 6 marce                                                                                  | Cambio: a 6 marce                                                                                  |
| Accensione                                         | elettronica CDI                                                                                    | elettronica CDI                                                                                    | elettronica CDI                                                                                    | elettronica CDI                                                                                    | elettronica CDI                                                                                    |
| Trasmissione                                       | a catena                                                                                           | a catena                                                                                           | a catena                                                                                           | a catena                                                                                           | a catena                                                                                           |
| Avviamento                                         | elettrico                                                                                          | elettrico                                                                                          | elettrico                                                                                          | elettrico                                                                                          | elettrico                                                                                          |
| Ciclistica                                         | | | | | |
| Telaio                                             | a traliccio in acciaio                                                                             | a traliccio in acciaio                                                                             | a traliccio in acciaio                                                                             | a traliccio in acciaio                                                                             | a traliccio in acciaio                                                                             |
| Sospensioni                                        | Anteriore: Forcella telescopica da 41 mm / Posteriore: monoammortizzatore con precarico regolabile | Anteriore: Forcella telescopica da 41 mm / Posteriore: monoammortizzatore con precarico regolabile | Anteriore: Forcella telescopica da 41 mm / Posteriore: monoammortizzatore con precarico regolabile | Anteriore: Forcella telescopica da 41 mm / Posteriore: monoammortizzatore con precarico regolabile | Anteriore: Forcella telescopica da 41 mm / Posteriore: monoammortizzatore con precarico regolabile |
| Freni                                              | Anteriore: doppio disco "a margherita" da 300 mm / Posteriore: a disco "a margherita" da 220 mm    | Anteriore: doppio disco "a margherita" da 300 mm / Posteriore: a disco "a margherita" da 220 mm    | Anteriore: doppio disco "a margherita" da 300 mm / Posteriore: a disco "a margherita" da 220 mm    | Anteriore: doppio disco "a margherita" da 300 mm / Posteriore: a disco "a margherita" da 220 mm    | Anteriore: doppio disco "a margherita" da 300 mm / Posteriore: a disco "a margherita" da 220 mm    |
| Pneumatici                                         | anteriore da 120/70 ZR 17; posteriore da 160/60 ZR 17                                              | anteriore da 120/70 ZR 17; posteriore da 160/60 ZR 17                                              | anteriore da 120/70 ZR 17; posteriore da 160/60 ZR 17                                              | anteriore da 120/70 ZR 17; posteriore da 160/60 ZR 17                                              | anteriore da 120/70 ZR 17; posteriore da 160/60 ZR 17                                              |
| Altro                                              | | | | | |
| Omologazione                                       | Euro 3                                                                                             | Euro 3                                                                                             | Euro 3                                                                                             | Euro 3                                                                                             | Euro 3                                                                                             |
| Fonte dei dati:                                    | | | | | |